# Pieczarkowce
Agaricales Underw. – rząd podstawczaków w klasie pieczarniaków (Agaricomycetes).

## Charakterystyka
Początkowo takson ten obejmował wszystkie grzyby wielkoowocnikowe posiadające hymenofor, następnie jedynie grzyby o blaszkowym lub blaszkopodobnym hymenoforze. Były to sztuczne klasyfikacje oparte tylko na podobieństwie morfologicznym. Obecnie takson zawiera różnorodne morfologicznie gatunki, zaklasyfikowane na podstawie badań filogenetycznych i należące do różnych grup grzybów:
- grzyby blaszkowe – np. pieczarki (Agaricus), muchomory (Amanita) i gąski (Tricholoma);
- grzyby maczugowate i krzaczkowate – np. piórniczki (Pterula), goździeńce (Clavaria) i buławniczki (Macrotyphula);
- grzyby nadrzewne – np. fałdówki (Plicatura), ozorki (Fistulina) i rozszczepka (Schizophyllum);
- grzyby wnętrzniakowate naziemne – np. purchawki (Lycoperdon) i kubki (Cyathus);
- grzyby podziemne – np. piestróweczki (Hydnangium).
- grzyby naporostowe[2].

## Systematyka
Rząd ten został wyodrębniony przez Luciena Underwooda w pracy Moulds, mildews and mushrooms z 1899 r. Zaliczył go (obok rzędów Auriculariales, Tremellales, Dacryomycetales, Exobasidiales, Phallales, Hymenogastrales, Lycoperdales, Nidulariales i Sclerodermatales) do ówczesnej klasy wyższych podstawczaków (Basidiomycetes). Jako charakterystyczną cechę grzybów należących do niego określił występowanie na owocnikach hymenium, bazując na klasie Hymenomycetes, po raz pierwszy opisanej przez Eliasa Friesa w 1821 r. Do Agaricales zaliczył rodziny Hypochnaceae, Thelephoraceae, Clavariaceae, Hydnaceae, Polyporaceae, Boletaceae i Agaricaceae.
Pierwszą istotną poprawkę w taksonomii tych grzybów wprowadził Carleton Rea w 1926 r., wyłączając z bedłkowatych rodziny Clavariaceae, Hydnaceae, Polyporaceae i Thelephoraceae do ówczesnego rzędu bezblaszkowców (Aphyllophorales). W 1931 r. Edouard-Jean Gilbert zmienił także przynależność rodziny borowikowatych (Boletaceae), tworząc dla niej odrębny rząd Boletales. Kompleksową analizę taksonomiczną pieczarkowców publikował Rolf Singer w latach 1951–1986, biorąc pod uwagę zarówno makro-, jak i mikroskopowe cechy owocników. Jej ostatnia wersja opisywała ten rząd w szerokim ujęciu i, oprócz Agaricales sensu stricto, zawierała także gołąbkowce (Russulales) i podrząd Boletineae. Do takiego, szerokiego ujęcia Singer zaliczał 230 rodzajów w 18 rodzinach. Współczesna filogenetyka molekularna potwierdza prawidłowość używania singerowskiego Agaricales sensu stricto jako właściwego dla tego taksonu, wykazując jednocześnie odrębność grzybów z obecnych rzędów Russulales i Boletales.
Kodeks Index Fungorum bazujący na Dictionary of the Fungi zalicza do tego rodzaju następujące rodziny:

- Agaricaceae Chevall. – pieczarkowate
- Amanitaceae R. Heim ex Pouzar – muchomorowate
- Biannulariaceae Jülich
- Bolbitiaceae Singer – gnojankowate
- Broomeiaceae Zeller
- Callistosporiaceae Vizzini, Consiglio, M. Marchetti & P. Alvarado
- Chromocyphellaceae Knudsen
- Clavariaceae Chevall. – goździeńcowate
- Cortinariaceae R. Heim ex Pouzar – zasłonakowate
- Crassisporiaceae Vizzini, Consiglio & M. Marchetti
- Crepidotaceae Singer 1951 – ciżmówkowate
- Cyphellaceae Lotsy – kielisznikowate
- Cystostereaceae Jülich – białoskórnikowate
- Entolomataceae Kotl. & Pouzar – dzwonkówkowate
- Hemigasteraceae Gäum. & C.W. Dodge
- Hydnangiaceae Gäum. & C.W. Dodge – piestróweczkowate
- Hygrophoraceae Lotsy – wodnichowate
- Hymenogastraceae Vittad. – podziemniczkowate
- Inocybaceae Jülich – strzępiakowate
- Limnoperdaceae G.A. Escobar
- Lycoperdaceae F. Berchtold & J. Presl 1820
- Lyophyllaceae Jülich – kępkowcowate
- Macrocystidiaceae Kühner 1979
- Marasmiaceae Roze ex Kühner – twardzioszkowate
- Mycenaceae Overeem – grzybówkowate
- Mythicomycetaceae Vizzini, Consiglio & M. Marchetti
- Niaceae Jülich
- Nidulariaceae Dumort.
- Omphalotaceae Bresinsky
- Phyllotopsidaceae Locquin ex Olariaga, Huhtinen, Læssøe, J.H. Petersen & K. Hansen
- Physalacriaceae Ulbr. – obrzękowcowate
- Pleurotaceae – boczniakowate
- Pluteaceae Kühner – drobnołuszczakowate
- Porotheleaceae Murrill
- Psathyrellaceae Vilgalys, Moncalvo & Redhead – kruchaweczkowate
- Pseudoclitocybaceae Vizzini, Consiglio, P.-A. Moreau & P. Alvarado
- Pterulaceae Corner – piórniczkowate
- Radulomycetaceae Leal-Dutra, Dentinger & G.W. Griff.
- Sarcomyxaceae Olariaga, Huhtinen, Læssøe, J.H. Petersen & K. Hansen 2020
- Schizophyllaceae Quél. – rozszczepkowate
- Stephanosporaceae Oberw. & E. Horak
- Strophariaceae Singer & A.H. Sm.– pierścieniakowate
- Tricholomataceae R. Heim ex Pouzar – gąskowate
- Tubariaceae Vizzini
- Typhulaceae Jülich – pałecznicowate
- oraz rodzaje Incertae sedis, między innymi: Arthromyces, Baeospora, Cercopemyces, Clitocybe, Clitocybula, Collybia, Crucibulum, Cyathus, Cystoderma, Delicatula, Fayodia, Fistulina, Floccularia, Gamundia, Gerronema, Henningsomyces, Infundibulicybe, Lepista, Leucocybe, Lulesia, Melanoleuca, Melanomphalia, Mucronella, Myxomphalia, Nidularia, Nochascypha, Omphaliaster, Omphalina, Panaeolina, Pleurocybella, Plicatura, Pseudoclitopilus, Pseudoomphalina, Rectipilus, Rhizocybe, Rimbachia, Ripartites, Secotium, Squamanita, Tricholomopsis[6].

Polskie nazwy na podstawie pracy Władysława Wojewody z 2003 r.